# Mixophyes carbinensis
Espèce
Statut de conservation UICN

 LC  : Préoccupation mineure
Mixophyes carbinensis  est une espèce d'amphibiens de la famille des Myobatrachidae.

## Répartition
Cette espèce est endémique du Queensland en Australie. Elle se rencontre sur les plateaux de Carbine et de Windsor, entre 700 et 1 300 m d'altitude.

## Étymologie
Son nom d'espèce, composé de carbin[e] et du suffixe latin -ensis, « qui vit dans, qui habite », lui a été donné en référence au lieu de sa découverte, le plateau de Carbine.

## Publication originale
- Mahony, Donnellan, Richards & McDonald, 2006 Species boundaries among barred river frogs, Mixophyes (Anura: Myobatrachidae) in north-eastern Australia, with descriptions of two new species. Zootaxa, no 1228, p. 35–60.